# Élections municipales de 2020 à Tours
Pour un article plus général, voir Élections municipales de 2020 en Indre-et-Loire.
Le premier tour des élections municipales françaises de 2020 à Tours  a eu lieu le 15 mars 2020. Le second tour, initialement prévu le 22 mars 2020, est d'abord reporté sine die en raison de la pandémie de maladie à coronavirus, puis fixé au 28 juin 2020. Il s'agit du renouvellement du conseil municipal et du conseil métropolitain de Tours Métropole Val de Loire. Comme dans toutes les communes de 1 000 habitants et plus, les élections à Tours sont municipales et intercommunales. Chaque bulletin de vote comporte deux listes : une liste de candidats aux seules élections municipales et une liste de ceux également candidats au conseil métropolitain.

## Mode de scrutin
Le mode de scrutin à Tours est celui des villes de plus de 1 000 habitants : la liste arrivée en tête obtient la moitié des 55 sièges du conseil municipal. Le reste est réparti à la proportionnelle entre toutes les listes ayant obtenu au moins 5 % des suffrages exprimés. Un deuxième tour est organisé si aucune liste n'atteint la majorité absolue et au moins 25 % des inscrits au premier tour. Seules les listes ayant obtenu aux moins 10 % des suffrages exprimés peuvent s'y présenter. Les listes ayant obtenu au moins 5 % des suffrages exprimés peuvent fusionner avec une liste présente au second tour.

## Candidats

### C’est au Tour(s) du peuple 2020 / Nouveau Parti anticapitaliste
La liste « C’est au Tour(s) du peuple 2020 » menée par Claude Bourdin, militant La France insoumise, se lance dans la course aux municipales avec le soutien du Nouveau Parti anticapitaliste. La liste n'obtient pas l'investiture de la France insoumise, dont le comité électoral annonce le 20 décembre un soutien à la liste Pour demain Tours 2020.

### Pour Demain Tours 2020 (Union de la gauche)
Emmanuel Denis, d'Europe Écologie Les Verts, mène la liste « Pour Demain Tours 2020 », qui veut rassembler la gauche et les écologistes,,,,.
La deuxième place est attribuée à la socialiste Cathy Münsch-Masset, vice-présidente du Conseil régional, la troisième à l'insoumis Bertrand Renaud, la quatrième à Cathy Savourey, non encartée, et la cinquième à Jean-Patrick Gille du PS. Sont aussi présents le Parti communiste français, Ensemble !, Génération.s, Génération écologie, Nouvelle Donne et Place publique et d'anciens membres de la Ligue communiste révolutionnaire.

### Nous ne battrons pas en retraite à Tours
« Nous ne battrons pas en retraite à Tours » est une liste composée à 90 % d'avocats, construite en opposition à la réforme des retraites de l'exécutif. Elle est conduite par Carole Charrier.

### Projet citoyen pour Tours
Mickaël Cortot, ancien premier secrétaire du Parti socialiste en Indre-et-Loire mêne une liste issue de son association « Projet citoyen pour Tours ».

### Tours en mouvement
Philippe Lacaile se lance à Tours, à la tête de son association « Tours en mouvement » qui se réclame de centre gauche.

### Les Indépendants
Nicolas Gautreau annonce qu'il mènera une liste d'ouverture, à la tête de son mouvement « Les Indépendants ». Ancien élu socialiste, il a soutenu Manuel Valls pour la primaire de 2017 puis se rallie à La République en marche lors des législatives, avant de prendre ses distance avec le parti.

### La République en marche
Benoist Pierre, professeur à l'université de Tours, conduit la liste de La République en marche.

### Mouvement radical / Les Républicains / Union des démocrates et indépendants
Christophe Bouchet maire sortant, du Mouvement radical, est candidat dans une liste d'alliance avec Les Républicains et l'Union des démocrates et indépendants.
Xavier Dateu, élu sur la liste de Serge Babary, tout comme le maire sortant, se présente sur en tête de liste dissidente, formé de membres des Républicains.

### Rassemblement national
Gilles Godefroy, conseiller municipal sortant, est investi tête de liste par le Rassemblement national,.

## Sondages

### Premier tour
| Sondeur | Date                  | Échantillon | LO         | EXG     | EÉLV-PS-LFI-PCF | DVG    | DVG     | DVG      | LREM   | MR-LR-UDI | DVD   | RN       |
| Sondeur | Date                  | Échantillon | Jouhannaud | Bourdin | Denis           | Cortot | Lacaïle | Gautreau | Pierre | Bouchet   | Dateu | Godefroy |
| ------- | --------------------- | ----------- | ---------- | ------- | --------------- | ------ | ------- | -------- | ------ | --------- | ----- | -------- |
| Sondeur | Date                  | Échantillon |            |         |                 |        |         |          |        |           |       |          |
| Ifop    | 10 au 13 février 2020 | 601         | 0,5        | 2,5     | 33              | 1,5    | 0,5     | 5        | 12     | 29        | 7     | 9        |

### Second tour
| Sondeur | Date                  | Échantillon | EÉLV-PS-LFI-PCF | LREM   | MR-LR-UDI | RN       |
| Sondeur | Date                  | Échantillon | Denis           | Pierre | Bouchet   | Godefroy |
| ------- | --------------------- | ----------- | --------------- | ------ | --------- | -------- |
| Sondeur | Date                  | Échantillon |                 |        |           |          |
| Ifop    | 10 au 13 février 2020 | 601         | 38              | 16     | 35        | 11       |
| Ifop    | 10 au 13 février 2020 | 601         | 42              | 18     | 40        | —        |
| Ifop    | 10 au 13 février 2020 | 601         | 44              | —      | 44        | 12       |

N.B. :
- en gras sur fond coloré : le candidat arrivé en tête du sondage.
- en gras sur fond blanc : le candidat arrivé en deuxième position du sondage du premier tour

## Résultats
|                                                          |                          |                                 |              |              |             |             |        |        |  |
| Tête de liste                                            | Tête de liste            | Liste                           | Premier tour | Premier tour | Second tour | Second tour | Sièges | Sièges |  |
| Tête de liste                                            | Tête de liste            | Liste                           | Voix         | %            | Voix        | %           | CM     | CC     |  |
|                                                          | Emmanuel Denis           | EELV-LFI-PS-PCF E!-G.s-GE-ND-PP | 8 983        | 35,45        | 14 476      | 54,94       | 43     | 29     |  |
| Pour demain Tours 2020                                   |                          |                                 | 8 983        | 35,45        | 14 476      | 54,94       | 43     | 29     |  |
|                                                          | Christophe Bouchet       | MR-LR-UDI                       | 6 492        | 25,62        | 11 872      | 45,05       | 12     | 9      |  |
| Tours nous rassemble                                     |                          |                                 | 6 492        | 25,62        | 11 872      | 45,05       | 12     | 9      |  |
|                                                          | Benoist Pierre           | LREM                            | 3 210        | 12,67        | 11 872      | 45,05       | 12     | 9      |  |
| C'est votre Tours !                                      |                          |                                 | 3 210        | 12,67        | 11 872      | 45,05       | 12     | 9      |  |
|                                                          | Gilles Godefroy          | RN                              | 1 439        | 5,67         |             |             | 0      | 0      |  |
| Alliance et rassemblement pour Tours                     |                          |                                 | 1 439        | 5,67         |             |             | 0      | 0      |  |
|                                                          | Claude Bourdin           | LFI diss.-NPA                   | 1 404        | 5,54         | 0           | 0           |        |        |  |
| C'est au Tour(s) du peuple 2020                          |                          |                                 | 1 404        | 5,54         | 0           | 0           |        |        |  |
|                                                          | Xavier Dateu             | LR diss.                        | 1 221        | 4,81         | 0           | 0           |        |        |  |
| Vous+Nous=Tours                                          |                          |                                 | 1 221        | 4,81         | 0           | 0           |        |        |  |
|                                                          | Nicolas Gautreau         | DVG                             | 1 200        | 4,73         | 0           | 0           |        |        |  |
| Les indépendants Tours 2020                              |                          |                                 | 1 200        | 4,73         | 0           | 0           |        |        |  |
|                                                          | Mickaël Cortot           | LREM diss.-PS diss.             | 582          | 2,29         | 0           | 0           |        |        |  |
| Projet citoyen pour Tours                                |                          |                                 | 582          | 2,29         | 0           | 0           |        |        |  |
|                                                          | Philippe Lacaile         | DVG                             | 378          | 1,49         | 0           | 0           |        |        |  |
| Tours en mouvement                                       |                          |                                 | 378          | 1,49         | 0           | 0           |        |        |  |
|                                                          | Thomas Jouhannaud        | LO                              | 269          | 1,06         | 0           | 0           |        |        |  |
| Lutte ouvrière – Faire entendre le camp des travailleurs |                          |                                 | 269          | 1,06         | 0           | 0           |        |        |  |
|                                                          | Carole Charrier          | DIV                             | 157          | 0,61         | 0           | 0           |        |        |  |
| Nous ne battrons pas en retraite à Tours                 |                          |                                 | 157          | 0,61         | 0           | 0           |        |        |  |
|                                                          |                          |                                 |              |              |             |             |        |        |  |
| Votes valides                                            | Votes valides            | Votes valides                   | 25 335       | 97,11        | 26 348      | 97,00       |        |        |  |
| Votes blancs                                             | Votes blancs             | Votes blancs                    | 225          | 0,86         | 445         | 1,64        |        |        |  |
| Votes nuls                                               | Votes nuls               | Votes nuls                      | 529          | 2,03         | 369         | 1,36        |        |        |  |
| Total                                                    | Total                    | Total                           | 26 089       | 100          | 27 162      | 100         | 55     | 38     |  |
| Abstention                                               | Abstention               | Abstention                      | 53 472       | 67,21        | 52 518      | 65,91       |        |        |  |
| Inscrits / participation                                 | Inscrits / participation | Inscrits / participation        | 79 561       | 32,79        | 79 680      | 34,09       |        |        |  |